# Автомагістралі Пакистану
Автомагістралі Пакистану (урду پاکستان کے موٹروے) — це мережа багатосмугових, високошвидкісних автомагістралей з контрольованим доступом у Пакистані, які належать, обслуговуються та управляються на федеральному рівні Національним управлінням автомобільних доріг Пакистану. Зараз це 2816 км автошляхів в експлуатації, ще 1213 км будуються або плануються. Автомагістралі є частиною пакистанського «Проекту національного торговельного коридору» та «Китайсько-пакистанської ініціативи поясного шляху» від перевалу Хунджераб поблизу китайського кордону до Гвадара в Белуджистані. Всього є 16 автомагістралей, 11 з яких діють, одні будуються, а інші плануються.
Усі автомагістралі в Пакистані починаються з літери «М» (Motorway що означає «автомагістраль»), за якою йде унікальне цифрове позначення конкретної магістралі (з дефісом посередині), наприклад «М-1».

## Історія

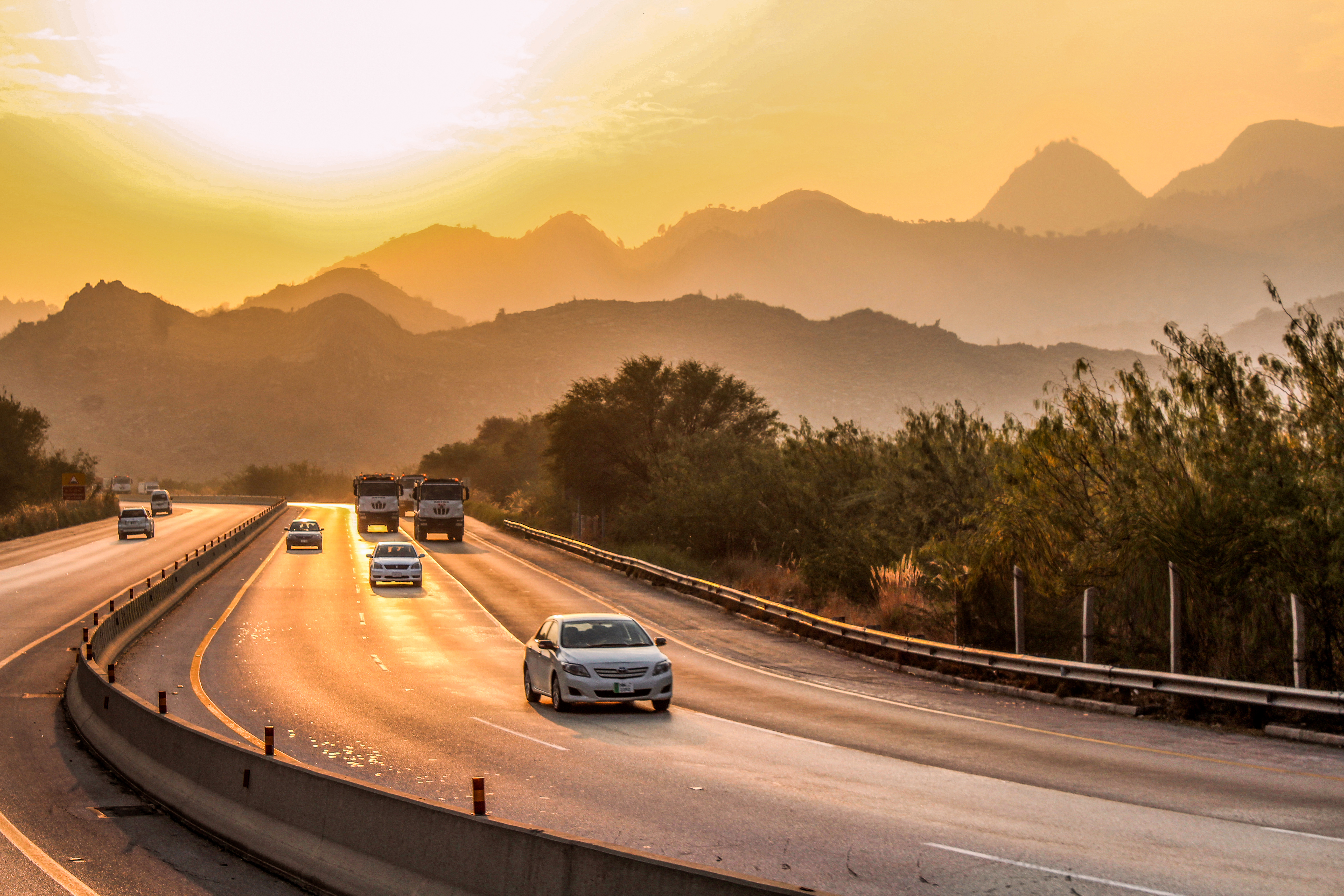
Автомагістраль М-2 у Соляному хребті

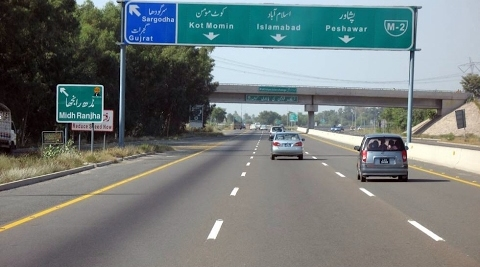
Виїзд з автомагістралі М-2 до Саргодхи

Автомагістралі Пакистану є важливою частиною пакистанського «Проекту національного торговельного коридору», який має на меті з’єднати три порти Пакистану в Аравійському морі (порт Карачі, порт Бін-Касім і порт Гвадар) з рештою країни через національні магістралі та мережу автомагістралей і далі. на півночі з Афганістаном, Центральною Азією та Китаєм. Проект був запланований у 1990 році. Проект китайсько-пакистанського економічного коридору має на меті з’єднати порт Гвадар і Кашгар (Китай) за допомогою пакистанських автомагістралей, національних автомагістралей і швидкісних доріг.

## Аварійні злітно-посадкові смуги
Автомагістраль М-1 (Пешавар-Ісламабад) і автомагістраль М-2 (Ісламабад-Лахор) включають дві ділянки аварійної злітно-посадкової смуги по 2,700 метрів довжини. Чотири секції аварійної злітно-посадкової смуги стають функціональними після видалення знімних бетонних серединок за допомогою вилкових навантажувачів. Військово-повітряні сили Пакистану (PAF) двічі використовували автомагістраль М-2 як злітно-посадкову смугу: перший раз у 2000 році, коли вони посадили винищувач F-7P, навчально-тренувальний літак Super Mushak і C-130, і знову у 2010 році. В останній раз PAF використовували ділянку злітно-посадкової смуги на автомагістралі М-2, 2 квітня 2010 року для посадки, дозаправки та зльоту двох реактивних винищувачів, Mirage III і F-7P, під час навчань Highmark 2010.